# St. Georges
St. Georges – wieś w Anglii, w hrabstwie ceremonialnym Somerset, w dystrykcie (unitary authority) North Somerset. Leży 25 km na południowy zachód od miasta Bristol i 194 km na zachód od Londynu. W 2001 miejscowość liczyła 1214 mieszkańców.